# Nederlands voetballer van het jaar
Nederlands voetballer van het jaar is een titel voor de beste voetballer uit de Nederlandse Eredivisie.

## Geschiedenis

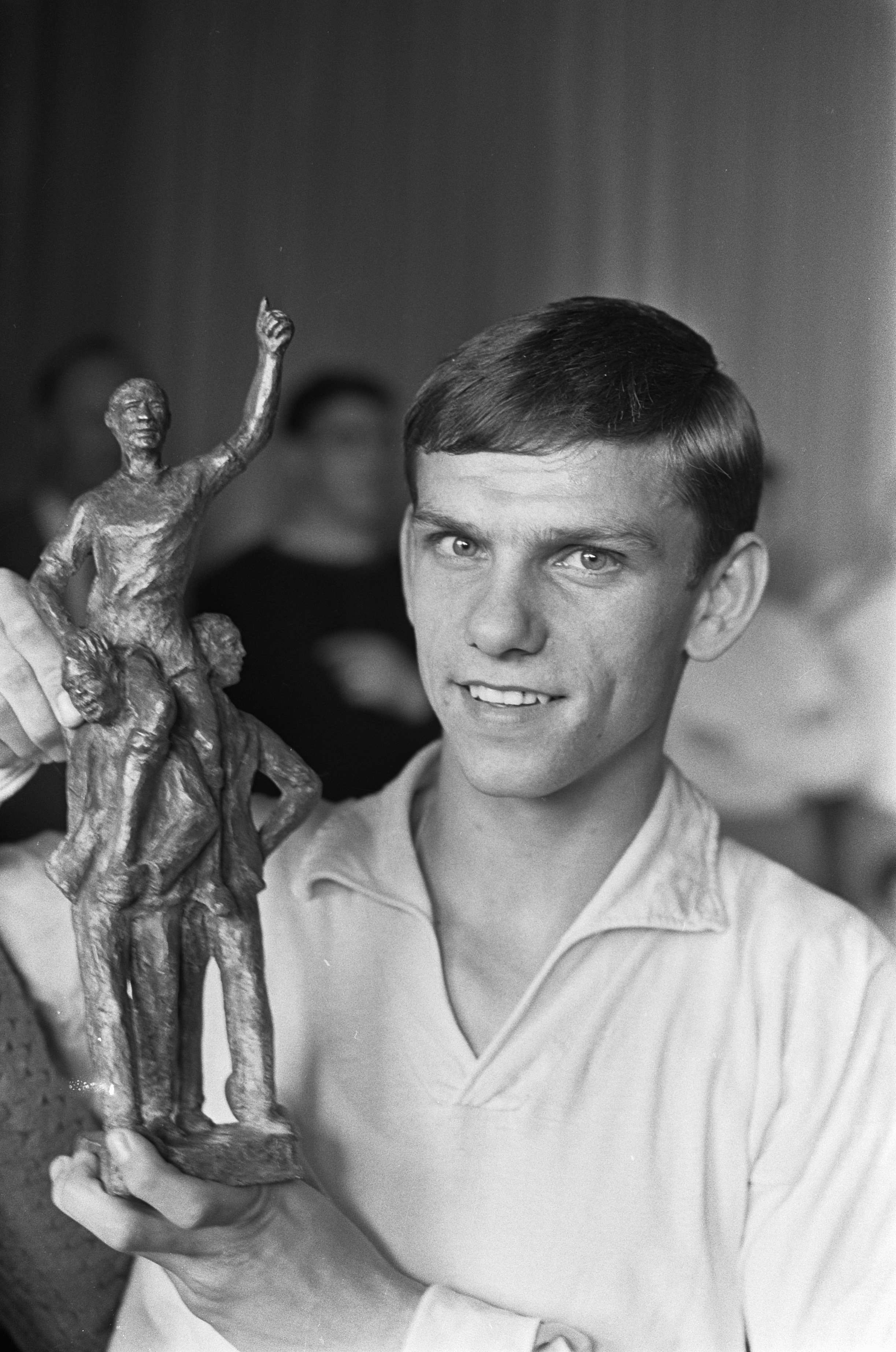
Willy Dullens met de Eddy PG-trofee (1966).

In 1962 kwam Vic Steenbergen, bestuurslid van de Eddy Pieters Graafland-fanclub, op het idee om een verkiezing voor de beste voetballer van het jaar te organiseren. Omdat deze club slechts weinig uitstraling had, kwam de organisatie vanaf 1966 in handen van het tijdschrift Revue en later de NOS.
| Jaar | Winnaar                   | Club                     |
| ---- | ------------------------- | ------------------------ |
| 1963 | Reinier Kreijermaat       | Feyenoord                |
| 1964 | Coen Moulijn              | Feyenoord                |
| 1965 | Coen Moulijn              | Feyenoord                |
| 1966 | Willy Dullens             | Sittardia                |
| 1967 | Eddy Pieters Graafland    | Feyenoord                |
| 1968 | Johan Cruijff             | Ajax                     |
| 1969 | Gert Bals                 | Ajax                     |
| 1970 | Rinus Israël              | Feyenoord                |
| 1971 | Willem van Hanegem        | Feyenoord                |
| 1972 | Johan Cruijff             | Ajax                     |
| 1973 | Willy Brokamp             | MVV                      |
| 1974 | Jan Jongbloed en Ton Thie | FC Amsterdam FC Den Haag |
| 1975 | Rinus Israël              | Excelsior                |

## Gouden Schoen
Sinds 1982 werd de Gouden Schoen uitgereikt aan de beste voetballer in de Nederlandse Eredivisie. De prijs wordt toegekend op basis van rapportcijfers die rapporteurs van De Telegraaf en Voetbal International elke week geven aan spelers. Spelers moeten minimaal een bepaald aantal wedstrijd spelen. Voorheen was dat minimaal twee derde van het aantal gespeelde wedstrijden diende een speler een rapportcijfer te hebben ontvangen, later werd dat gewijzigd, dat van een speler zijn vier slechtste punten komen te vervallen. In de praktijk komt het erop neer dat je met vijf of meer gemiste wedstrijden kansloos wordt voor de titel.
| Jaar    | Winnaar           | Club         |
| ------- | ----------------- | ------------ |
| 1981/82 | Martin Haar       | Haarlem      |
| 1982/83 | Piet Schrijvers   | Ajax         |
| 1983/84 | Johan Cruijff     | Feyenoord    |
| 1984/85 | Frank Rijkaard    | Ajax         |
| 1985/86 | Ruud Gullit       | PSV          |
| 1986/87 | Frank Rijkaard    | Ajax         |
| 1987/88 | Gerald Vanenburg  | PSV          |
| 1988/89 | Gerald Vanenburg  | PSV          |
| 1989/90 | Edward Sturing    | Vitesse      |
| 1990/91 | Henny Meijer      | FC Groningen |
| 1991/92 | John Metgod       | Feyenoord    |
| 1992/93 | Marc Overmars     | Ajax         |
| 1993/94 | Ed de Goeij       | Feyenoord    |
| 1994/95 | Danny Blind       | Ajax         |
| 1995/96 | Danny Blind       | Ajax         |
| 1996/97 | Jaap Stam         | PSV          |
| 1997/98 | Edwin van der Sar | Ajax         |
| 1998/99 | Michael Mols      | FC Utrecht   |
| 1999/00 | Jerzy Dudek       | Feyenoord    |
| 2000/01 | Johann Vogel      | PSV          |
| 2001/02 | Cristian Chivu    | Ajax         |
| 2002/03 | Dirk Kuijt        | FC Utrecht   |
| 2003/04 | Maxwell           | Ajax         |
| 2004/05 | Mark van Bommel   | PSV          |

## Voetballer van het Jaar van de Eredivisie
De Voetballer van het jaar van de eredivisie werd sinds 1984 jaarlijks toegekend door Nederlandse beroepsvoetballers en uitgereikt op het VVCS-gala. Op hetzelfde gala werden de prijzen voor Nederlands voetballer van het jaar uit de eerste divisie en Nederlands talent van het jaar uitgereikt. Tot en met 1997 werd de prijs per kalenderjaar uitgereikt, daarna ging men over op een uitreiking per seizoen.
| Jaar    | Winnaar              | Club      |
| ------- | -------------------- | --------- |
| 1984    | Ruud Gullit          | Feyenoord |
| 1985    | Marco van Basten     | Ajax      |
| 1986    | Ruud Gullit          | PSV       |
| 1987    | Ronald Koeman        | PSV       |
| 1988    | Ronald Koeman        | PSV       |
| 1989    | Romario              | PSV       |
| 1990    | Jan Wouters          | Ajax      |
| 1991    | Dennis Bergkamp      | Ajax      |
| 1992    | Dennis Bergkamp      | Ajax      |
| 1993    | Jari Litmanen        | Ajax      |
| 1994    | Ronald de Boer       | Ajax      |
| 1995    | Luc Nilis            | PSV       |
| 1996    | Ronald de Boer       | Ajax      |
| 1997    | Jaap Stam            | PSV       |
| 1998/99 | Ruud van Nistelrooy  | PSV       |
| 1999/00 | Ruud van Nistelrooy  | PSV       |
| 2000/01 | Mark van Bommel      | PSV       |
| 2001/02 | Pierre van Hooijdonk | Feyenoord |
| 2002/03 | Mateja Kežman        | PSV       |
| 2003/04 | Maxwell              | Ajax      |
| 2004/05 | Mark van Bommel      | PSV       |

## Fusie
In 2006 fuseerden de beide prijzen. Sindsdien wordt de Voetballer van het Jaar beloond met de Nederlandse Gouden Schoen en wordt de prijs uitgereikt op het VVCS-gala.
| Jaar    | Winnaar                                           | Club                                              |
| ------- | ------------------------------------------------- | ------------------------------------------------- |
| 2005/06 | Dirk Kuijt                                        | Feyenoord                                         |
| 2006/07 | Afonso Alves                                      | SC Heerenveen                                     |
| 2007/08 | John Heitinga                                     | Ajax                                              |
| 2008/09 | Mounir El Hamdaoui                                | AZ                                                |
| 2009/10 | Luis Suárez                                       | Ajax                                              |
| 2010/11 | Theo Janssen                                      | FC Twente                                         |
| 2011/12 | Jan Vertonghen                                    | Ajax                                              |
| 2012/13 | Wilfried Bony                                     | Vitesse                                           |
| 2013/14 | Daley Blind                                       | Ajax                                              |
| 2014/15 | Georginio Wijnaldum                               | PSV                                               |
| 2015/16 | Davy Klaassen                                     | Ajax                                              |
| 2016/17 | Karim El Ahmadi                                   | Feyenoord                                         |
| 2017/18 | Hakim Ziyech                                      | Ajax                                              |
| 2018/19 | Matthijs de Ligt                                  | Ajax                                              |
| 2019/20 | Niet uitgereikt wegens niet-afgewerkte competitie | Niet uitgereikt wegens niet-afgewerkte competitie |
| 2020/21 | Dušan Tadić                                       | Ajax                                              |
| 2021/22 | Cody Gakpo                                        | PSV                                               |
| 2022/23 | Orkun Kökçü                                       | Feyenoord                                         |
| 2023/24 | Luuk de Jong                                      | PSV                                               |
| 2024/25 | Igor Paixão                                       | Feyenoord                                         |

## Trivia
In 2007 werd Alex Rodrigo Dias da Costa tweede met vijf gemiste wedstrijden, waardoor er één wedstrijd bij hem meetelde als een “nul”. Indien hij één rapportcijfer meer had ontvangen, was hij winnaar geworden van de prijs.